# Liga Gjergj Kastrioti (2023/2024)
Liga Gjergj Kastrioti 2023/2024 – 3. sezon wspólnych rozgrywek ligowych Albanii i Kosowa w piłce siatkowej zorganizowany przez Albański Związek Piłki Siatkowej (Federata Shqiptare e Volejbollit, FSHV) oraz Związek Piłki Siatkowej Kosowa (Federata e Volejbollit e Kosovës, FVK). Zainaugurowany został 9 grudnia 2023 roku.
W Lidze Gjergj Kastrioti w sezonie 2023/2024 uczestniczyło osiem drużyn: po cztery z Albanii i Kosowa. Rozgrywki składały się z fazy grupowej oraz turnieju finałowego.
Turniej finałowy odbył się w dniach 2-3 marca 2024 roku w pałacu sportu "Tamara Nikolla" w Korczy. Mistrzem Ligi Gjergj Kastrioti został zespół Partizani Tirana, który w finale pokonał klub Tirana. Nagrodę dla najlepszego zawodnika (MVP) otrzymał Brazylijczyk Muryllo Coutinho.

## System rozgrywek
Liga Gjergj Kastrioti w sezonie 2023/2024 składała się z fazy grupowej oraz turnieju finałowego. W fazie grupowej drużyny podzielone zostały na dwie grupy (A i B). W każdej grupie znalazły się po dwa zespoły z Albanii i Kosowa. W grupach drużyny rozegrały ze sobą po dwa mecze. Dwa najlepsze zespoły z każdej grupy awansowały do turnieju finałowego.
W ramach turnieju finałowego odbyły się półfinały oraz finał. Pary półfinałowe powstały według klucza: A1 – B2; B1 – A2. Zwycięzcy półfinałów rozegrali mecz finałowy o mistrzostwo Ligi Gjergj Kastrioti.

## Drużyny uczestniczące
W Lidze Gjergj Kastrioti w sezonie 2023/2024 uczestniczyło osiem drużyn: po cztery z Albanii i Kosowa.
| Superliga Albanii | Superliga A Kosowa |
| ----------------- | ------------------ |
| Erzeni            | Drita              |
| Partizani Tirana  | Ferizaj            |
| Tirana            | Peja               |
| Vllaznia Szkodra  | Skënderbeu         |

## Hale sportowe
| Hala sportowa                                | Miejscowość | *     |
| -------------------------------------------- | ----------- | ----- |
| Albania                                      | Albania     | [ a ] |
| Palestra në Shkollën 9-vjeçare Farkë e Vogël | Tirana      | [ a ] |
| Pallati i sportit "Asllan Rusi"              | Tirana      | [ a ] |
| Pallati i sportit "Farie Hoti"               | Tirana      | [ a ] |
| Pallati i sportit "Qazim Dërvishi"           | Szkodra     | [ a ] |
| Pallati i sportit "Dhimitraq Goga"           | Xhafzotaj   | [ a ] |
| Pallati i sportit "Tamara Nikolla"           | Korcza      | [ a ] |
| Kosowo                                       |             | [ a ] |
| Pallati i sporteve "Bill Clinton"            | Uroševac    | [ a ] |
| Palestra e sporteve "Bashkim Selishta"       | Gnjilane    | [ a ] |
| Palestra e sporteve "Karagaç"                | Peć         | [ a ] |
| Palestra e sporteve "Better Life"            | Lipljan     | [ a ] |
| Źródło:                                      |             |       |

## Faza grupowa
Awans do turnieju finałowego

### Grupa A

#### Tabela
| Lp. | Drużyna          | Pkt | Mecze | Mecze   | Mecze   | Sety | Sety | Sety  | Małe punkty | Małe punkty | Małe punkty |
| Lp. | Drużyna          | Pkt | M     | W (3:2) | P (2:3) | wyg. | prz. | ratio | zdob.       | str.        | ratio       |
| --- | ---------------- | --- | ----- | ------- | ------- | ---- | ---- | ----- | ----------- | ----------- | ----------- |
| 1   | Partizani Tirana | 13  | 6     | 4 (0)   | 2 (1)   | 15   | 6    | 2.500 | 488         | 442         | 1.104       |
| 2   | Ferizaj          | 9   | 6     | 3 (0)   | 3 (0)   | 10   | 12   | 0.833 | 478         | 495         | 0.966       |
| 3   | Skënderbeu       | 8   | 6     | 3 (2)   | 3 (1)   | 12   | 14   | 0.857 | 559         | 562         | 0.995       |
| 4   | Vllaznia Szkodra | 6   | 6     | 2 (1)   | 4 (1)   | 10   | 15   | 0.667 | 528         | 554         | 0.953       |

Źródło: 
Punktacja: 3:0 i 3:1 – 3 pkt; 3:2 – 2 pkt; 2:3 – 1 pkt; 1:3 i 0:3 – 0 pkt
Zasady ustalania kolejności: 1. liczba punktów; 2. stosunek setów; 3. stosunek małych punktów; 4. bilans w bezpośrednich meczach

#### Wyniki spotkań
| Data                                                     | Godz. | Gospodarz        | Rezultat                                | Gość             | Widzów |
| -------------------------------------------------------- | ----- | ---------------- | --------------------------------------- | ---------------- | ------ |
| 1. KOLEJKA                                               |       |                  |                                         |                  |        |
| 9.12.2023                                                | 18:00 | Partizani Tirana | 2:3 (25:22, 24:26, 25:17, 20:25, 9:15)  | Skënderbeu       | bd.    |
| 9.12.2023                                                | 20:00 | Ferizaj          | 3:1 (25:15, 21:25, 25:18, 25:21)        | Vllaznia Szkodra | bd.    |
| 2. KOLEJKA                                               |       |                  |                                         |                  |        |
| 10.12.2023                                               | 12:30 | Skënderbeu       | 3:2 (21:25, 25:23, 25:20, 18:25, 15:11) | Vllaznia Szkodra | bd.    |
| 10.12.2023                                               | 14:30 | Partizani Tirana | 3:0 (25:17, 25:23, 25:18)               | Ferizaj          | 20     |
| 3. KOLEJKA                                               |       |                  |                                         |                  |        |
| 14.12.2023                                               | 20:30 | Ferizaj          | 3:1 (9:25, 25:23, 25:17, 30:28)         | Skënderbeu       | 100    |
| 20.12.2023                                               | 18:00 | Vllaznia Szkodra | 3:1 (25:22, 25:15, 23:25, 25:21)        | Partizani Tirana | 124    |
| 4. KOLEJKA                                               |       |                  |                                         |                  |        |
| 3.02.2024                                                | 15:00 | Vllaznia Szkodra | 1:3 (25:21, 18:25, 19:25, 18:25)        | Ferizaj          | bd.    |
| 3.02.2024                                                | 17:00 | Skënderbeu       | 0:3 (16:25, 25:27, 23:25)               | Partizani Tirana | bd.    |
| 5. KOLEJKA                                               |       |                  |                                         |                  |        |
| 4.02.2024                                                | 12:00 | Ferizaj          | 0:3 (22:25, 15:25, 18:25)               | Partizani Tirana | bd.    |
| 4.02.2024                                                | 14:00 | Vllaznia Szkodra | 3:2 (25:23, 22:25, 25:21, 18:25, 15:6)  | Skënderbeu       | bd.    |
| 6. KOLEJKA                                               |       |                  |                                         |                  |        |
| 8.02.2024                                                | 19:00 | Skënderbeu       | 3:1 (18:25, 25:23, 25:13, 25:23)        | Ferizaj          | bd.    |
| 19.02.2024                                               | 18:00 | Partizani Tirana | 3:0 (25:18, 25:23, 25:21)               | Vllaznia Szkodra | bd.    |
| Wszystkie godziny według czasu lokalnego (UTC+1) Źródło: |       |                  |                                         |                  |        |

### Grupa B

#### Tabela
| Lp. | Drużyna | Pkt | Mecze | Mecze   | Mecze   | Sety | Sety | Sety  | Małe punkty | Małe punkty | Małe punkty |
| Lp. | Drużyna | Pkt | M     | W (3:2) | P (2:3) | wyg. | prz. | ratio | zdob.       | str.        | ratio       |
| --- | ------- | --- | ----- | ------- | ------- | ---- | ---- | ----- | ----------- | ----------- | ----------- |
| 1   | Tirana  | 15  | 6     | 5 (0)   | 1 (0)   | 15   | 4    | 3.750 | 460         | 398         | 1.156       |
| 2   | Peja    | 12  | 6     | 4 (0)   | 2 (0)   | 14   | 7    | 2.000 | 497         | 455         | 1.092       |
| 3   | Erzeni  | 6   | 6     | 2 (0)   | 4 (0)   | 7    | 13   | 0.538 | 444         | 470         | 0.945       |
| 4   | Drita   | 3   | 6     | 1 (0)   | 5 (0)   | 4    | 16   | 0.250 | 409         | 487         | 0.840       |

Źródło: 
Punktacja: 3:0 i 3:1 – 3 pkt; 3:2 – 2 pkt; 2:3 – 1 pkt; 1:3 i 0:3 – 0 pkt
Zasady ustalania kolejności: 1. liczba punktów; 2. stosunek setów; 3. stosunek małych punktów; 4. bilans w bezpośrednich meczach

#### Wyniki spotkań
| Data                                                     | Godz. | Gospodarz | Rezultat                         | Gość   | Widzów |
| -------------------------------------------------------- | ----- | --------- | -------------------------------- | ------ | ------ |
| 1. KOLEJKA                                               |       |           |                                  |        |        |
| 9.12.2023                                                | 15:00 | Peja      | 1:3 (23:25, 25:22, 18:25, 22:25) | Tirana | bd.    |
| 9.12.2023                                                | 17:00 | Erzeni    | 1:3 (16:25, 25:17, 24:26, 23:25) | Drita  | bd.    |
| 2. KOLEJKA                                               |       |           |                                  |        |        |
| 10.12.2023                                               | 12:00 | Tirana    | 3:0 (27:25, 25:18, 25:19)        | Drita  | bd.    |
| 10.12.2023                                               | 14:00 | Peja      | 1:3 (19:25, 27:25, 22:25, 19:25) | Erzeni | bd.    |
| 3. KOLEJKA                                               |       |           |                                  |        |        |
| 14.12.2023                                               | 19:00 | Drita     | 0:3 (20:25, 14:25, 21:25)        | Peja   | bd.    |
| 20.12.2023                                               | 18:00 | Erzeni    | 0:3 (15:25, 23:25, 20:25)        | Tirana | bd.    |
| 4. KOLEJKA                                               |       |           |                                  |        |        |
| 3.02.2024                                                | 17:00 | Erzeni    | 3:0 (25:21, 25:23, 25:18)        | Drita  | 100    |
| 3.02.2024                                                | 20:00 | Peja      | 3:0 (25:15, 25:21, 25:22)        | Tirana | 200    |
| 5. KOLEJKA                                               |       |           |                                  |        |        |
| 4.02.2024                                                | 13:00 | Tirana    | 3:0 (25:16, 25:19, 25:18)        | Drita  | 50     |
| 4.02.2024                                                | 15:30 | Peja      | 3:0 (25:23, 25:20, 25:18)        | Erzeni | 100    |
| 6. KOLEJKA                                               |       |           |                                  |        |        |
| 7.02.2024                                                | 19:30 | Peja      | 3:1 (25:18, 22:25, 25:20, 25:21) | Drita  | 100    |
| 14.02.2024                                               | 19:00 | Tirana    | 3:0 (25:13, 27:25, 26:24)        | Erzeni | bd.    |
| Wszystkie godziny według czasu lokalnego (UTC+1) Źródło: |       |           |                                  |        |        |

## Turniej finałowy
Miejsce: Pallati i sportit "Tamara Nikolla", Korcza
Godziny według czasu lokalnego (UTC+1)

### Drabinka
|  |           |                  |           |        |   |       |                  |       |
|  | Półfinały | Półfinały        | Półfinały |        |   | Finał | Finał            | Finał |
|  | Półfinały | Półfinały        | Półfinały |        |   | Finał | Finał            | Finał |
|  |           |                  |           |        |   |       |                  |       |
|  |           |                  |           |        |   |       |                  |       |
|  | A1        | Partizani Tirana | 3         |        |   |       |                  |       |
|  | A1        | Partizani Tirana | 3         |        |   |       |                  |       |
|  | B2        | Peja             | 1         |        |   |       |                  |       |
|  | B2        | Peja             | 1         |        |   | A1    | Partizani Tirana | 3     |
|  |           |                  |           |        |   | A1    | Partizani Tirana | 3     |
|  |           |                  | B1        | Tirana | 0 |       |                  |       |
|  | B1        | Tirana           | B1        | Tirana | 0 | 3     |                  |       |
|  | B1        | Tirana           |           |        |   |       |                  |       |
|  | A2        | Ferizaj          | 1         |        |   |       |                  |       |
|  | A2        | Ferizaj          | 1         |        |   |       |                  |       |
|  |           |                  |           |        |   |       |                  |       |

Źródło: 

### Półfinały
| Data      | Godz. | Gospodarz        | Rezultat                         | Gość    | Widzów |
| --------- | ----- | ---------------- | -------------------------------- | ------- | ------ |
| 2.03.2024 | 15:00 | Tirana           | 3:1 (21:25, 25:16, 25:22, 25:18) | Ferizaj | 200    |
| 2.03.2024 | 18:00 | Partizani Tirana | 3:1 (27:25, 25:20, 20:25, 30:28) | Peja    | 300    |

### Finał
| Data      | Godz. | Gospodarz | Rezultat                  | Gość             | Widzów |
| --------- | ----- | --------- | ------------------------- | ---------------- | ------ |
| 3.03.2024 | 15:00 | Tirana    | 0:3 (21:25, 18:25, 22:25) | Partizani Tirana | 500    |